# Harold Harmsworth, 1. Viscount Rothermere

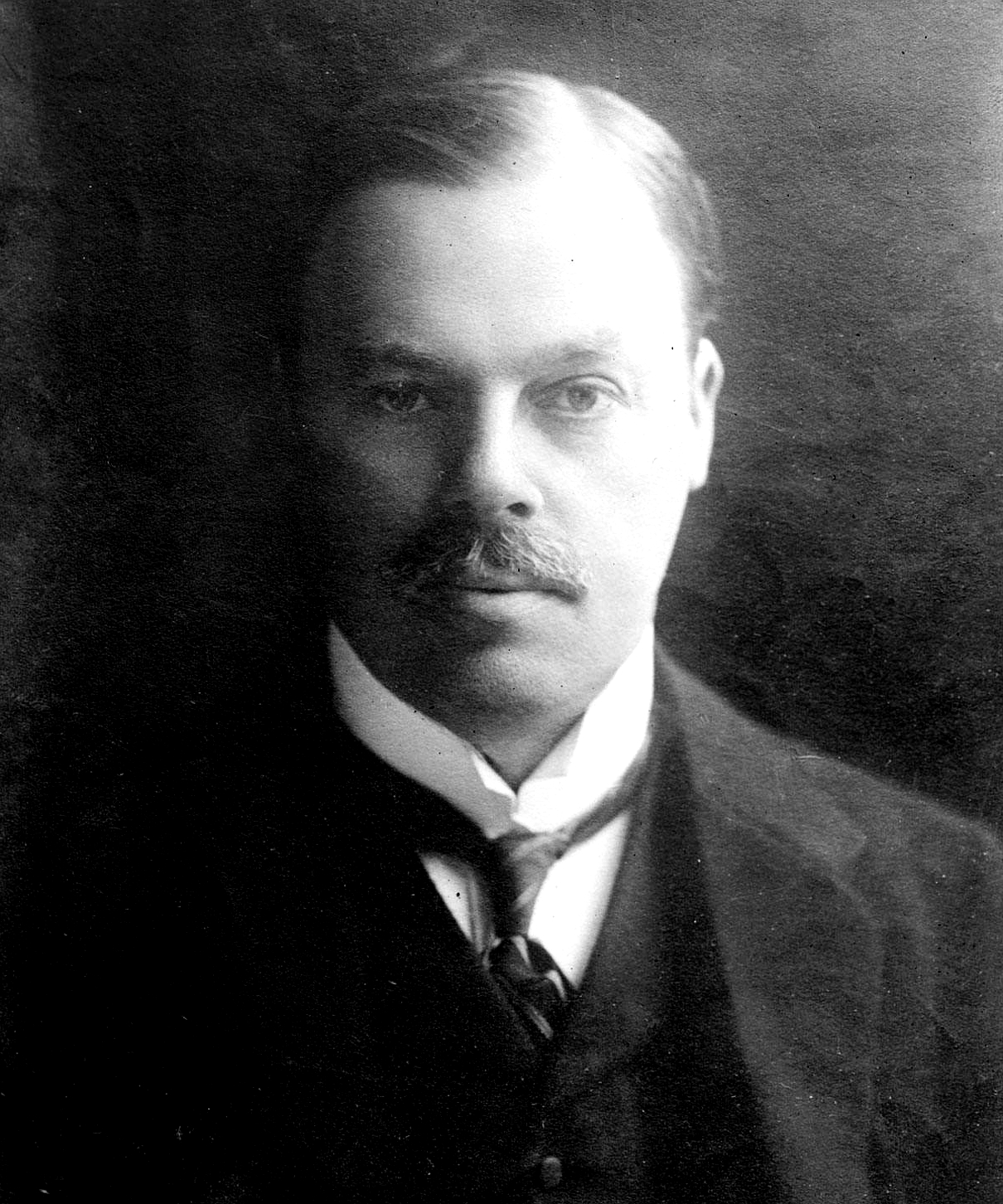
Harold Harmsworth, 1. Viscount Rothermere

Harold Sidney Harmsworth, 1. Viscount Rothermere (* 26. April 1868 in London; † 26. November 1940 auf Bermuda) war ein britischer Zeitungsmagnat.

## Herkunft
Harold Harmsworth wuchs in einer anglo-irischen Familie auf. Er war das dritte von vierzehn Kindern des Barristers Alfred Harmsworth (1837–1889) aus dessen Ehe mit Geraldine Mary Maffett (1838–1925). 

## Bedeutung
Berühmtheit erlangte Harmsworth als Eigentümer zahlreicher bedeutender britischer Tages- und Wochenzeitungen wie der Daily Mail und des Daily Mirror, die er in dem Konzern Associated Newspapers zusammenschloss. Harold Harmsworth gilt neben seinem älteren Bruder Alfred Harmsworth, 1. Viscount Northcliffe sowie dem Kanadier Max Aitken, 1. Baron Beaverbrook, als der bedeutendste britische Zeitungseigentümer des 20. Jahrhunderts und als Pionier eines volkstümlichen Journalismus, der sich im Gegensatz zu den auf ein eher elitäres Publikum ausgerichteten traditionellen Nachrichtenorganen an die breite Masse wendet.

## Zeitungsmagnat
Während sein Bruder für den journalistischen Teil verantwortlich war, hatte Harmsworth die geschäftliche Leitung. Er spezialisierte sich schließlich in besonderem Maße auf die Herausgabe von Zeitungen. 
Die von den Brüdern erstmals 1896 herausgegebene Daily Mail erschien als erste Tageszeitung im Vereinigten Königreich im Tabloid-Format. 1903 folgte im selben Format der Daily Mirror, der besonders preisgünstig war. Neu waren die große Schlagzeile auf der ersten Seite, der umfangreiche Sportteil, ein Teil mit „frauenspezifischen“ Themen (Mode und Kochen) und die häufige Verwendung von Fotos, insbesondere der britischen Königsfamilie. Erstmals wurden auch große Sportereignisse gesponsert. Der Daily Mirror wurde so mit einer Millionenauflage zu einer der meistgelesenen Tageszeitungen des Vereinigten Königreiches.
1922, nach dem Tod seines Bruders Alfred, erlangte Harmsworth die alleinige Kontrolle über die Daily Mail, diejenige über den Daily Mirror hatte er bereits 1914 übernommen.
Im Laufe seines Lebens gründete Harmsworth zahlreiche weitere noch heute bedeutende Tageszeitungen, so die in Glasgow erscheinende Daily Record und die Sunday Pictorial.
Harmsworth war der ältere Bruder von Cecil Bisshopp Harmsworth, 1. Baron Harmsworth. Zwei weitere Brüder wurden zu Baronets erhoben.

## Öffentliches Leben
Während des Ersten Weltkriegs amtierte Harmsworth zeitweise als Vorsitzender des Luftwaffenrates (President of the Air Council) in der Regierung Lloyd George und stellte seine Zeitungen in den Dienst der alliierten Kriegspropaganda gegen die Mittelmächte. Nachdem er bereits 1910 zum erblichen Baronet, of Horsey in the County of Norfolk, gemacht worden war, wurde Harmsworth 1914 als Baron Rothermere, of Hemsted in the County of Kent, zum erblichen Peer erhoben. 1917 folgte die Erhebung zum Viscount Rothermere, of Hemsted in the County of Kent. 
Nachdem er zwei seiner Söhne im Krieg verloren hatte, wandelte Harmsworth sich in den 1920er Jahren zum energischen Kriegsgegner. Daneben tat er sich als engagierter Kritiker der Pariser Vorortverträge, insbesondere des Vertrages von Trianon hervor, weswegen ihm 1927 sogar die ungarische Krone angeboten wurde, die Harmsworth jedoch ausschlug.
In den 1930er Jahren unterstützte Harmsworth nachdrücklich die Appeasement-Politik der britischen Regierungen Baldwin und Chamberlain, in deren Sinne er auch seine Zeitungen ausrichtete. Er traf sich in dieser Zeit mehrfach mit Hitler, dem er Willen zum Frieden bescheinigte. 1934 unterstützten die Rothermere-Zeitungen sogar zeitweise die von Oswald Mosley geführte britische faschistische Partei, die British Union of Fascists. Wie sich aus geheimen Regierungsunterlagen ergibt, die erst 2005 veröffentlicht wurden, gingen seine Sympathien für den deutschen Nationalsozialismus so weit, dass er Hitler 1938 anlässlich des Einmarsches deutscher Truppen in das Sudetenland ein Glückwunschtelegramm sandte.
Harmsworth förderte in den 1930er Jahren die private Luftfahrt. Für sich selbst bestellte er bei der Bristol Aeroplane Company ein Flugzeug, welches schneller als alle damals in Dienst befindlichen britischen Jagdflugzeuge war. Er stellte dieses Flugzeug der Royal Air Force zur Erprobung zur Verfügung, die daraus die Bristol Blenheim entwickelte.
Der Ausbruch des Zweiten Weltkriegs war für Harmsworth eine schwere Enttäuschung, die er nur kurze Zeit überlebte.